# Nick Paul
Nicholas „Nick“ Paul (* 20. März 1995 in Mississauga, Ontario) ist ein kanadischer Eishockeyspieler, der seit März 2022 bei den Tampa Bay Lightning aus der National Hockey League unter Vertrag steht. Zuvor verbrachte der linke Flügelstürmer sieben Jahre bei den Ottawa Senators. Mit der kanadischen Nationalmannschaft gewann er die Goldmedaille bei der Weltmeisterschaft 2021. Paul verkörpert den Spielertyp des Power Forwards.

## Karriere
Paul verbrachte den Beginn seiner Juniorenzeit bei zahlreichen Teams in seiner Geburtsstadt Mississauga in der Provinz Ontario. Dort spielte er im Verlauf der Saison 2011/12 unter anderem bei den Mississauga Chargers in der Ontario Junior Hockey League, ehe er nach der Wahl in der OHL Priority Selection ab Beginn des Spieljahres 2012/13 für die Brampton Battalion in der Ontario Hockey League auflief. Nach seiner Rookiespielzeit, in der der linke Flügelstürmer 28 Scorerpunkte gesammelt hatte, zog er mit dem Franchise um und spielte mit Beginn der folgenden Saison für zwei Jahre bei den North Bay Battalion. Dort avancierte der Power Forward zu einem verlässlichen Scorer und später auch zu einem der Assistenzkapitäne. Währenddessen war er im NHL Entry Draft 2014 in der vierten Runde an 101. Stelle von den Dallas Stars aus der National Hockey League ausgewählt worden, jedoch seine Transferrechte unmittelbar nach dem Draft in einem Transfergeschäft an die Ottawa Senators abgegeben worden. Diese brachte den späteren Gewinner der Dan Snyder Memorial Trophy im Dezember desselben Jahres zur Unterschrift unter einen NHL-Einstiegsvertrag.
Zum Beginn der Saison 2015/16 wagte Paul den Sprung in den Profibereich und er kam im Verlauf der Spielzeit sowohl bei den Ottawa Senators in der NHL als auch bei den Farmteam Binghamton Senators in der American Hockey League zu Einsätzen. Sein zweites Profijahr verbrachte er mit der Ausnahme einer Partie komplett in Binghamton, ehe sich ab der Saison 2017/18 seine NHL-Einsätze wieder steigerten, ohne dass er sich dabei dauerhaft in der höchsten nordamerikanischen Spielklasse etablieren konnte. Hauptsächlich stand der Stürmer bei Ottawas neuem Kooperationspartner, den Belleville Senators, in der AHL auf dem Eis. Im Laufe der Spielzeit 2019/20 etablierte er sich schließlich im NHL-Aufgebot der Senators.
Nach sieben Jahren in Ottawa wurde Paul im März 2022 an die Tampa Bay Lightning abgegeben, die im Gegenzug Mathieu Joseph sowie ein Viertrunden-Wahlrecht im NHL Entry Draft 2024 zu den Senators transferierten. In den anschließenden Playoffs 2022 erreichte er mit dem Team das Endspiel um den Stanley Cup – für Tampa nach bereits zwei Titeln das dritte in Folge – verpasste dabei jedoch den erneuten und für ihn ersten Erfolg durch eine 2:4-Niederlage gegen die Colorado Avalanche.

### International
Für sein Heimatland stand Paul im Kader des kanadischen Aufgebots bei der U20-Junioren-Weltmeisterschaft 2015 in Toronto und Montreal. Dort gewann er mit der kanadischen Auswahl den Weltmeistertitel, wozu er in sieben Turniereinsätzen drei Tore beisteuerte. Einen der drei Treffer erzielte er dabei beim 5:4-Finalsieg über Russland. Bei der Weltmeisterschaft 2021 kam er zu seinem Debüt für die kanadische Nationalmannschaft und gewann mit dem Team prompt die Goldmedaille. Ebenfalls vertrat er das Team Canada bei der Weltmeisterschaft 2024.

## Erfolge und Auszeichnungen
- 2015 Goldmedaille bei der U20-Junioren-Weltmeisterschaft
- 2015 Dan Snyder Memorial Trophy
- 2021 Goldmedaille bei der Weltmeisterschaft

## Karrierestatistik
Stand: Ende der Saison 2024/25

### International
Vertrat Kanada bei:
- U20-Junioren-Weltmeisterschaft 2015
- Weltmeisterschaft 2021
- Weltmeisterschaft 2024

(Legende zur Spielerstatistik: Sp oder GP = absolvierte Spiele; T oder G = erzielte Tore; V oder A = erzielte Assists; Pkt oder Pts = erzielte Scorerpunkte; SM oder PIM = erhaltene Strafminuten; +/− = Plus/Minus-Bilanz; PP = erzielte Überzahltore; SH = erzielte Unterzahltore; GW = erzielte Siegtore; 1 Play-downs/Relegation; Kursiv: Statistik nicht vollständig)